# Affrontements de 2023 à Makhmour
Les affrontements de 2023 à Makhmour sont une série d'affrontements armés survenus le 22 octobre 2023 entre les peshmergas et l'armée irakienne dans la ville à majorité kurde de Makhmour et ses environs de la chaîne de montagnes du nord-ouest, en Irak.

## Contexte
Le camp de Makhmour (en) abrite des réfugiés kurdes de Turquie. Elle est située dans une zone disputée entre Bagdad et Erbil et donc caractérisée par un vide sécuritaire. Elle a été frappée à plusieurs reprises par les forces turques prétendant s'en prendre au Parti des travailleurs du Kurdistan (PKK). Le 19 octobre, le PKK a annoncé avoir retiré tous ses combattants du camp et les troupes irakiennes ont ensuite été stationnées dans les zones qu'elles avaient évacuées.

## Affrontements
Les affrontements, qui auraient éclaté dans l'après-midi, ont duré environ deux heures avant de s'atténuer lorsque les commandants des deux camps ont cherché à désamorcer les tensions, ont indiqué des sources militaires et peshmergas.

## Conséquences
Le premier ministre irakien Mohammed Chia al-Soudani a appelé dimanche à la retenue à la suite des affrontements entre l'armée irakienne et les forces peshmergas kurdes à Makhmour, dans le gouvernorat d'Erbil, et a chargé un comité de haut niveau d'enquêter sur l'incident. Cette décision a été saluée par le ministère peshmerga.